# Wybory parlamentarne w Egipcie w 2015 roku
Wybory parlamentarne w Egipcie do Izby Reprezentantów odbyły się w dwóch fazach, w terminie od 17 października do 2 grudnia 2015.

## System wyborczy
Izba niższa parlamentu składa się z 596 reprezentantów, z których 448 wybieranych jest w okręgach jednomandatowych, 120 wybieranych w drodze głosowania blokowego, w których lista partii powinna wygrać większością 50% + głosów, aby zgarnąć całą pulę mandatów, jednak jeśli żadna lista nie osiągnie wymaganego progu, druga runda odbywa się między dwoma najważniejszymi stronami i lista z największą liczbą głosów wygrywa. Lista partii zawiera kwoty przydzielone dla młodzieży, kobiet, chrześcijan i pracowników. W skład jednomandatowych okręgów wchodzą jednoosobowe dzielnice, 2-osobowe dzielnice, 3-osobowe dzielnica i 4-osobowe dzielnice, zwycięzca powinien wygrać większością 50% + głosów, jeśli nikt nie osiągnął progu w drugiej turze rywalizacja toczy się pomiędzy najlepszymi kandydatami, wygrywa kandydat z największą liczbą głosów. Pozostałych, 28 parlamentarzystów desygnuje prezydent. Komisja rządowa, która ustanowiła zasady wyborów parlamentarnych w 2015, drastycznie ograniczyła liczbę "miejsc na liście" (kandydatów, którzy przynależeli do partii politycznych lub innych sojuszy) na rzecz osób poniżej trzydziestego piątego roku życia, kobiet, chrześcijan, i innych tradycyjnie słabo reprezentowanych grup w wyborach w 2011 roku.

## Przygotowania do wyborów
Zgodnie z wcześniejszym dekretem głosowanie miało odbyć się w czterech etapach z powodu niedostatecznej liczby oddelegowanych przez wymiar sprawiedliwości obserwatorów głosowania. Jako pierwsi głosować mieli 22 i 23 kwietnia mieszkańcy pięciu prowincji, w tym Kairu. Wcześniej zapowiadano, że pierwsza tura głosowania odbędzie się 27 i 28 kwietnia. Zgodnie z kalendarzem koptyjskim 28 kwietnia przypada Niedziela Palmowa. Z kolei druga tura wyborów miała odbyć się 29 i 30 kwietnia, zamiast 4 i 5 maja, gdy Koptowie obchodzą Niedzielę Wielkanocną. Także pozostałe etapy głosowania miały zostać przesunięte o dwa-trzy dni. Nowy parlament miał zebrać się 2 lipca, a nie 6 lipca, jak wcześniej planowano.
Najwyższa Komisja Wyborcza odwołała termin wyborów parlamentarnych po decyzji Trybunału Administracyjnego o uchyleniu prezydenckiego dekretu w sprawie wyborów. Trybunał Administracyjny unieważnił dekret prezydenta Mohammeda Mursiego w sprawie terminu wyborów, argumentując, że Szura (izba wyższa parlamentu) przed ostatecznym uchwaleniem znowelizowanej ordynacji wyborczej nie przedstawiła jej do oceny Najwyższemu Trybunałowi Konstytucyjnemu. W czerwcu 2012 Trybunał Konstytucyjny doprowadził do rozwiązania izby niższej, twierdząc, iż została wybrana w sposób niezgodny z ustawą zasadniczą, gdyż nie zapewniono równych szans kandydatom niezależnym.
Opozycyjny Front Ocalenia Narodowego zapowiedział, że zbojkotuje wybory parlamentarne. Uważa, że przed wyborami należałoby rozładować kryzys polityczny, aby zapobiec pogrążaniu się kraju w chaosie, i w tym celu utworzyć „neutralny” rząd. Zdaniem opozycji Egipt jest zbyt podzielony, by wybory mogły się odbyć w atmosferze spokoju.
Następnie przeprowadzenie wyborów pokrzyżował kryzys polityczny i zamach stanu z 3 lipca 2013, w wyniku którego od władzy odsunięty został legalnie wybrany w 2012 prezydent Muhammad Mursi. Tymczasowy prezydent Egiptu, Adli Mansur, ogłosił 8 lipca 2013 powołanie dwóch komisji, odpowiedzialnych za opracowanie nowej ustawy zasadniczej kraju, a także przeprowadzenie wyborów parlamentarnych do 90 dni od uchwalenia konstytucji. Z kolei przeprowadzenie wyborów prezydenckie zaplanowano w ciągu sześciu miesięcy od wprowadzenie w życie nowej konstytucji.
Nowy projekt ustawy zasadniczej został przygotowany przez konstytuantę w okresie od sierpnia do grudnia 2013. 3 grudnia 2013 projekt trafił na ręce tymczasowego prezydenta Adliego Mansura. Głowa państwa ogłosiła przeprowadzenie referendum konstytucyjnego, które odbyło się w dniach 14-15 stycznia 2014. Referendum zakończyło się zdecydowanym zwycięstwem zwolenników nowej ustawy zasadniczej (98,1% osób głosowało za). Wyniki głosowania ogłoszono 18 stycznia 2014 i wówczas nowa konstytucja weszła w życie.